# Florian Graf (Schauspieler)
Florian Graf (* 1987 in Wien) ist ein österreichischer Schauspieler.

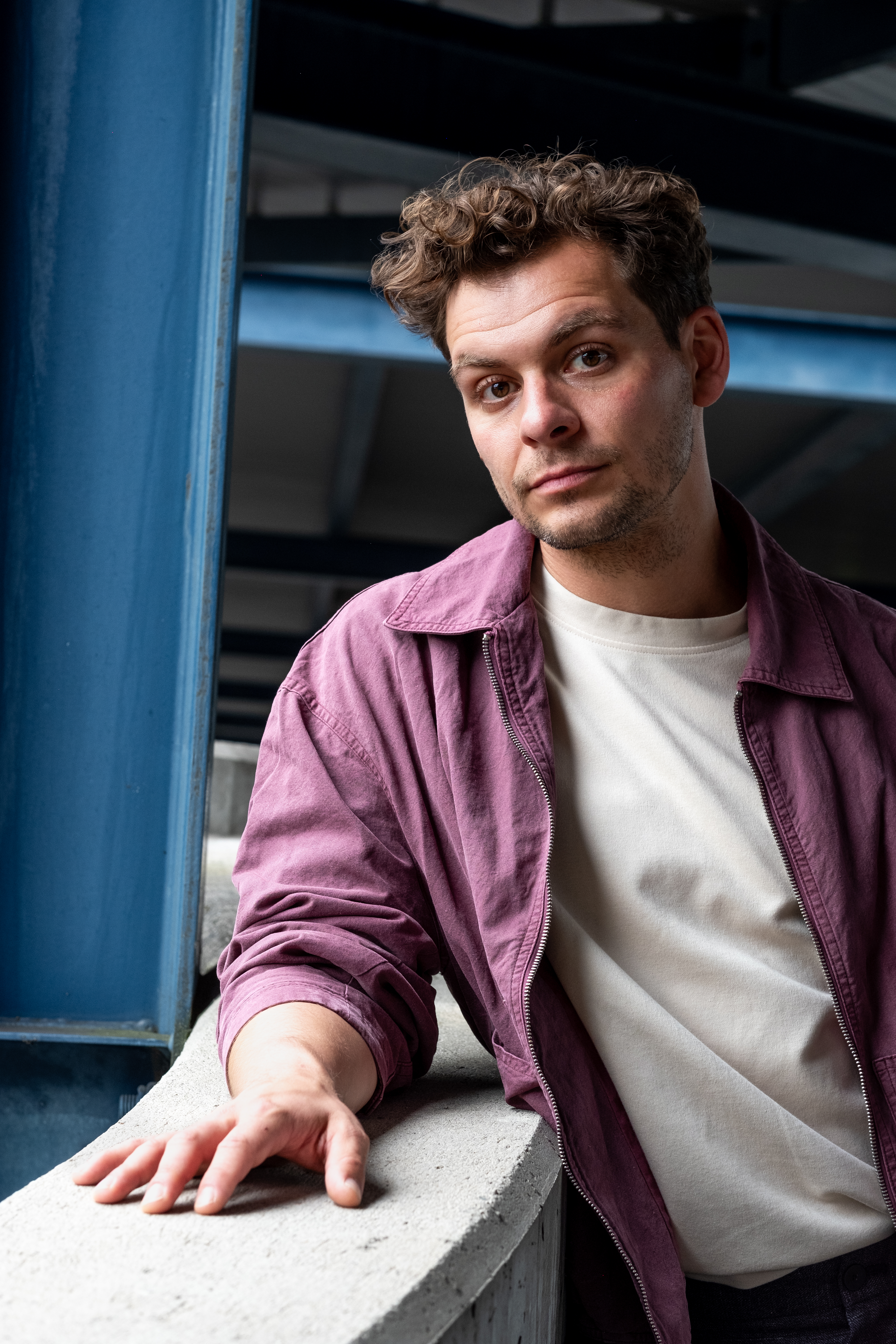

## Leben
Nach seiner Matura mit künstlerischem Schwerpunkt „Polyästhetik“ begann er 2007 seine Schauspielausbildung am „Ottstudio“ unter der Leitung von Elfriede Ott, die er 2010 abschloss.
Sein erstes Engagement hatte er am Stadttheater Mödling, dessen Ensemble er von 2010 bis 2013 angehörte und dem er noch längere Zeit als Gast verbunden blieb. Ab 2013 war er als freischaffender Schauspieler in Österreich und Deutschland tätig. Zu seinen Wegstationen zählen u. a. das Landestheater Schwaben, die Festspiele Reichenau, Werk X, Ensemble Porcia, das Kosmostheater Wien und das Odeon. Graf arbeitete unter der Regie von Andreas Kriegenburg, Elfriede Ott, Michael Gampe, Regina Fritsch, Konstanze Lauterbach, Dorotty Szalma, André Rößler, Nicolas Charaux u. a.;
Von 2017 bis 2019 war er festes Ensemblemitglied am Gerhart-Hauptmann-Theater Görlitz-Zittau. Während dieser Zeit wurde er eingeladen, die Stadt Zittau, im Rahmen der Bewerbung zur Kulturhauptstadt Europas 2025, in Brüssel künstlerisch mit zu präsentieren.
Ab der Spielzeit 2019/20 war er festes Ensemblemitglied am Landestheater Coburg und mit "Was ihr wollt" bei den Bayrischen Theatertagen vertreten.
Seit der Spielzeit 2024/25 ist er festes Ensemblemitglied am Staatstheater Meiningen.